# Wenman Wykeham-Musgrave
Wenman Humfrey "Kit" Wykeham-Musgrave (1899–1989) fue un oficial de la Royal Navy que tiene la distinción posiblemente única de haber sobrevivido tres torpedos en tres barcos diferentes el mismo día.
Nació el 4 de abril de 1899 en Barford, Warwick, Warwickshire, Inglaterra, fue hijo de Herbert Wenman Wykeham-Musgrave y su esposa fue Gertrude St. Aubyn Walrond, quien era hija del Rev. Principal Swete Alexander Walrond. Fue educado en el Royal Naval College, Osborne, Isla de Wight, y en el Royal Naval College, Dartmouth.
Estaba sirviendo como guardiamarina a bordo del HMS Aboukir cuando, en la mañana del 22 de septiembre de 1914, el HMS Aboukir, HMS Hogue y HMS Cressy, tres cruceros blindados, patrullaban en los Broad Fourteens frente a la costa holandesa. Fueron atacados por el submarino alemán U-9, que estaba bajo el mando del Kapitänleutnant Otto Weddigen. La hija de Wykeham-Musgrave, Pru Bailey-Hamilton, contó la historia de su torpedeo durante una entrevista con la BBC en 2003:"Se cayó por la borda cuando el Aboukir se estaba hundiendo y nadó como un loco para escapar de la succión. En ese momento, estaba subiendo a bordo del Hogue y fue torpedeado. Luego fue y nadó hasta Cressy y ella también fue torpedeada. Eventualmente encontró un trozo de madera flotante, perdió el conocimiento y finalmente fue recogido por un arrastrero holandés".
El U-Boat torpedeó los tres barcos en el espacio de una hora. Wykeham-Musgrave sobrevivió a la guerra y se reincorporó a la Royal Navy en 1939, alcanzando el rango de comandante.[4]